# Arenaria muralis
Arenaria muralis là loài thực vật có hoa thuộc họ Cẩm chướng. Loài này được (Link) Sieber & Spreng. mô tả khoa học đầu tiên năm 1825.